# Manuel Antônio de Almeida
Manuel Antônio de Almeida (Rio de Janeiro, 17 novembre 1831 - Rio de Janeiro, 28 novembre 1861) était un écrivain, médecin et enseignant brésilien. Il est célèbre pour son livre Memórias de um sargento de milícias (Mémoires d'un sergent de police), écrit sous le pseudonyme de Um Brasileiro (Un Brésilien). Il a été membre de l'Académie brésilienne des lettres.

## Biographie
Almeida est né à Rio de Janeiro, du lieutenant Antonio de Almeida et de Maria Josefina de Almeida. On connait peu de choses sur ses études en dehors qu'il soit entré à la faculté de médecine en 1849 et obtenu son diplôme en 1855. Les difficultés financières l'ont amené à se consacrer à la littérature et au journalisme. Son opus magnum, Mémoires d'un sergent de police, a été initialement publié sous forme de feuilleton au cours des années 1852-1853, dans le journal Correio Mercantil.
En 1858, il devint administrateur de Tipografia Nacional et rencontre Joaquim Maria Machado de Assis. Essayant de se lancer en politique, il veut aller à Campos dos Goytacazes et embarque sur le bateau Hermes, pour commencer ses recherches politiques. Le navire fait naufrage au large, près des rives de Macaé, et il meurt dans la catastrophe.

## Œuvres
- Memórias de um sargento de milícias (1852)
- Dois Amores (1861)

## Sources
- (en) Cet article est partiellement ou en totalité issu de l’article de Wikipédia en anglais intitulé « Manuel Antônio de Almeida » (voir la liste des auteurs).